# Kempston Joystick Interface

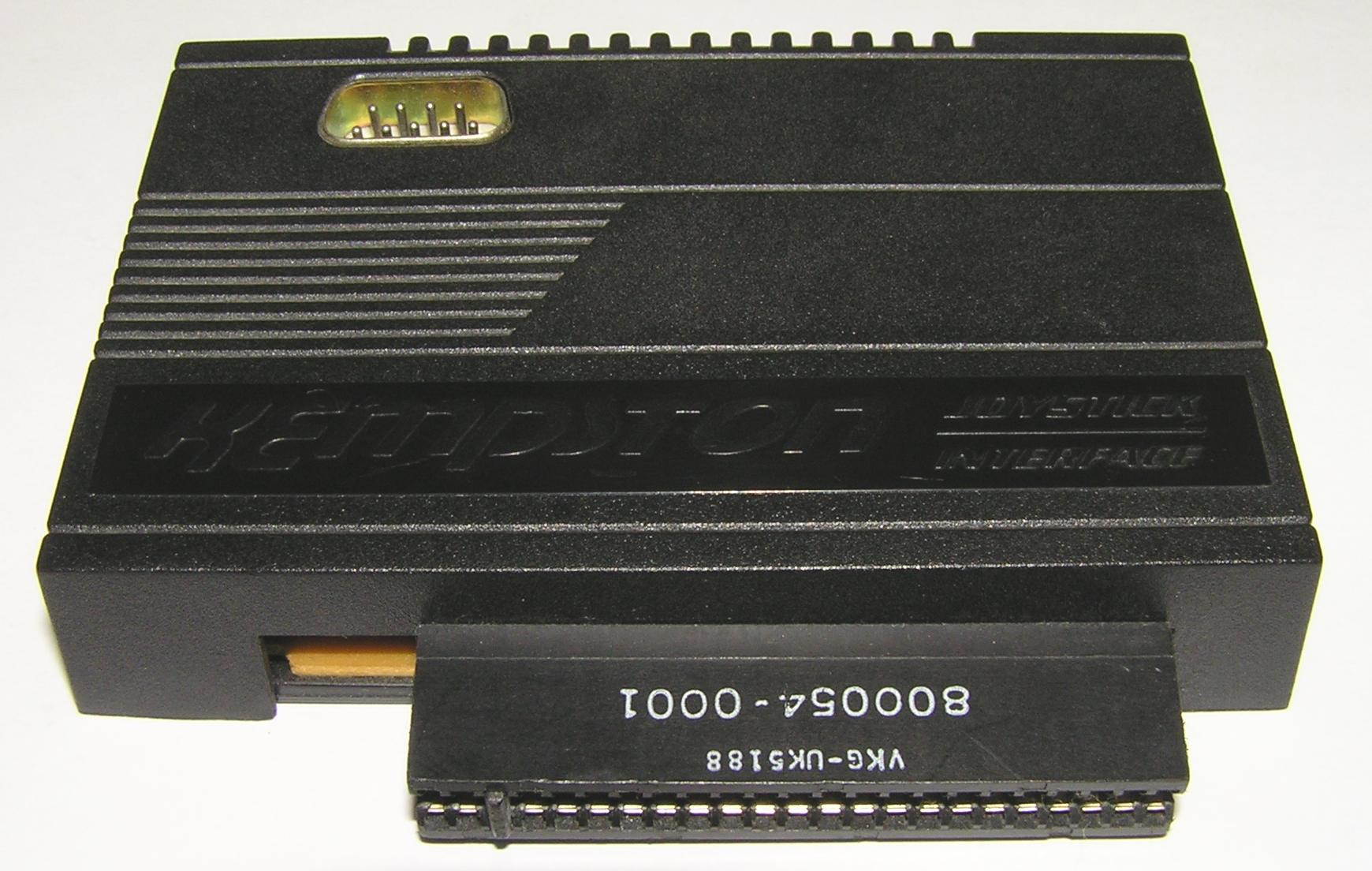
Kempston Joystick Interface pro ZX Spectrum

Kempston Joystick Interface je interface pro připojení joysticku k počítačům Sinclair ZX Spectrum. Původní interface byl vyráběn společností Kempston Micro Electronics Ltd. Joystick připojený prostřednictvím tohoto interface je označován jako Kempston joystick.
Stav joysticku je možné číst na portu 31 (0x1F). Způssob připojení joysticku je jiný, než způsob připojení joysticků Sinclair left a Sinclair right připojovanými prostřednictvím ZX Interface 2 a způsob připojení Fuller joysticku.
Jelikož se připojení joysticku na port 31 stalo standardem, interface pro připojení Kempston joysticku vyráběly i další společnosti.
Interface pro Kempston joystick je zabudován i v počítačích Didaktik M a Didaktik Kompakt. Pro Didaktik Gama byla vyráběna redukce, která umožňovala připojení Kempston joysticku prostřednictvím vestavěného interface tohoto počítače. Tato redukce umožňovala připojení dvou joysticků, stav druhého joysticku bylo možné číst na portu 63. Konektor pro Kempston joystick je také součástí interface UR-4. Z méně rozšířených zařízení vyráběných v Česku port pro Kempston joystick obsahoval disketový řadič ZX Diskface Quick.